# 하부촌 (지바현)
하부촌(八生村)은 지바현 인바군에 일찍이 존재했던 촌이다. 

## 지리
- 현재의 나리타시 서부에 해당한다.
- 마을은 인바늪 동쪽 기슭에 위치해 있다.
- 마을은 고원과 평지가 뒤섞인 골짜기가 많은 지형이다.

## 역사
- 1889년 4월 1일 - 정촌제 시행에 수반해 인바군 하부촌이 성립하였다.
- 1954년 3월 31일 - 나리타정, 고즈촌, 나카고촌, 구즈미촌, 도야마촌, 도요스미촌과 합병해 나리타시가 성립해, 동일 하부촌은 폐지되었다

## 인구
| 1891년 | 3,227 |
| 1904년 | 3,577 |
| 1920년 | 3,894 |
| 1932년 | 3,861 |
| 1950년 | 4,987 |

## 교통

### 철도
- 일본국유철도 (→ 동일본 여객철도)
  - 나리타선

## 참고문헌
- 角川日本地名大辞典編纂委員会『角川日本地名大辞典 12 千葉県』、角川書店、1984年 ISBN 4040011201